# Sault-lès-Rethel
Sault-lès-Rethel – miejscowość i gmina we Francji, w regionie Grand Est, w departamencie Ardeny.
Według danych na rok 1990 gminę zamieszkiwało 2067 osób, a gęstość zaludnienia wynosiła 320 osób/km².